# Манто, Саадат Хасан
Саадат Хасан Манто (урду سعادت حسن منٹو‎, англ. Saadat Hasan Manto; 11 мая 1912 года, Самбрала, Британская Индия — 18 января 1955 года, Лахор, Пакистан) — индо-пакистанский прозаик, журналист, драматург, сценарист, переводчик и художник, по национальности кашмирец. Автор одной повести, двадцати двух сборников рассказов, пяти сборников радиопьес, трёх сборников эссе, ряда статей и киносценариев и двух альбомов эскизов. В 2024 году издательство "Эксмо" выпустило сборник его рассказов на русском языке (перевод К.В. Струкова). Известными рассказами писателя являются "Новый закон", "Крик", "Оскорбление", "Стосвечевая лампочка", "Мозел", "На обочине", «Запах», «Открой», «Холодное мясо» и «Тобатек Сингх». Писал на языке урду. Шесть раз обвинялся в непристойности, трижды в Британской Индии и трижды в независимом Пакистане, и каждый раз был оправдан. Удостоен высшей государственной награды Пакистана, ордена Нишан-э-Имтиаз.

## Биография

### Ранние годы
Саадат Хасан Манто родился в местечке Самбрала близ города Амритсар 11 мая 1912 года. Происходил из семьи потомственных юристов, чьи предки были кашмирскими пандитами, принявшими ислам. Детство и юность будущего писателя прошли в Амритсаре. Обучался в местной начальной и средней школе, затем в мусульманской средней школе для представителей высшего общества. Он был младшим ребёнком в семье Гуляма Хасана Манто и его второй жены Сардар Бегум. Следуя семейной традиции, вслед за старшими братьями, должен был избрать карьеру адвоката, но в нём рано проявилось литературное дарование.
В 1931 году поступил на гуманитарный факультет Хинду сабха колледжа в Амритсаре. Из-за слабого знания урду (языком, на котором говорили в его семье, был панджаби) вступительные экзамены сдал только с третьего раза. Усвоить язык урду у него получилось не сразу. Даже став одним из признанных писателей на урду, предпочитал общаться на родном панджаби. Также владел английским языком и хинди. Во время учёбы в колледже познакомился с журналистом и писателем-публицистом Абдулом Бари Алигом, приехавшим в Амритсар в марте 1933 года по приглашению издателя местной левой газеты «Мусават» («Равенство»). Абдул Бари Алиг не только развил у него интерес к творчеству русских и французских писателей, чьи произведения уже печатались в Британской Индии на урду и английском языке, но и побудил к самостоятельной литературной деятельности, посоветовав заняться художественными переводами.

### В колледже и университете
В 1933 году в Лахоре была издана переведённая им повесть Виктора Гюго «Последний день приговорённого к смертной казни». Позднее, совместно с Хасаном Аббасом, перевёл драму Оскара Уайльда «Вера или нигилисты», которая была опубликована в Лайаллпуре в 1934 году. Узнав о том, что он интересуется кино, Абдул Бари Алиг предложил ему вести колонку новостей о мире кино в газете «Мусават». Саадат Хасан Манто также сотрудничал с газетой «Эхсан» («Благодеяние») в Амритсаре и продолжал заниматься переводами. Первый рассказ писателя — «Тамаша» («Зрелище») был напечатан в 1934 году в газете «Халк» («Народ»). Он опубликовал его под псевдонимом, так как опасался преследования со стороны властей из-за того, что произведение было посвящено расстрелу в Амритсаре и носило антиколониальный характер.
Два года подряд не мог сдать экзамены за первый курс, за что был отчислен из колледжа. В феврале 1934 года подал документы в Алигархский мусульманский университет, в который поступил в июле того же года, но проучился только девять месяцев. Во время учёбы в университете вступил во Всеиндийскую ассоциацию прогрессивных писателей, где познакомился с писателем Али Сардаром Джафри. В марте 1935 года в журнале «Алигарх мэгэзин» («Алигархский журнал») был опубликован его второй рассказ «Инкилабпасанд» («Революционер»). У Саадата Хасана Манто был обнаружен туберкулёз (позднее, поставленный диагноз оказался ошибочным). Ему пришлось покинуть университет и уехать в санаторий в Кашмир, откуда спустя три месяца он вернулся в Амритсар. Вскоре уехал в Лахор, где устроился на работу в издание «Парас» («Философский камень»). В 1936 году опубликовал свой первый сборник рассказов на урду «Атишпаре» («Искры»), посвятив его памяти недавно умершего отца.

### Первый период в Бомбее (1936—1941)
В январе 1936 года переехал в Бомбей, где был принят на место редактора еженедельника о кино «Мусаввир» («Художник»). В это же время он начал писать на хинди пьесы для радио и сценарии для кинокомпаний. Сотрудничал со студиями в Болливуде до начала 1948 года, с перерывом в 1941—1942 годах, когда переехал и жил в Дели. Написал сценарии к фильмам «Бегум», «Восемь дней» (сыграл одну из главных ролей), «Беги, юноша», «Грязь», «Мирза Галиб» и многим другим. Наблюдения за жизнью местной богемы легли в основу произведений писателя о мире кино.
В мае 1938 года он был помолвлен с девушкой из семьи мусульман-кашмирцев по имени Сафийа. 26 апреля 1939 года состоялась церемония бракосочетания. Несмотря на разные приоритеты (для неё главным был достаток в семье, для него литература), Саадат Хасан Манто любил супругу и считал, что брак его удался. В 1940 году был издан второй сборник его рассказов «Рассказы Манто». В том же году в июне умерла мать писателя, что заметно подорвало его здоровье, а в августе, без объяснения причин, он был уволен из «Мусаввира» и устроился в еженедельник «Карван» («Караван»). Но новая работа не смогла поправить ухудшившееся материальное положение семьи.

### Работа на Всеиндийском радио
Получив положительный ответ от главного редактора Всеиндийского радио Кришана Чандара, в январе 1941 года Саадат Хасан Манто вместе с семьёй переехал в Дели. Коллегами писателя на новой работе были Ахтар Хусейн Райпури, Упендранатх Ашк, Нур Мохаммад Рашид, Абу Саид Курейши, Хасан Аббас, Чираг Хасан Хасрат, Раджендра Сингх Беди и Ахмад Надим Касми. За время пребывания в Дели им были изданы четыре сборника пьес для радио, сборник рассказов «Дхуан» («Пар») или под другим названием «Кали шалвар» («Чёрные шаровары»), оба раза в 1941 году, сборник статей, написан сценарий фильма «Банджара» (вместе с Кришаном Чандаром). В это же время была запрещена его пьеса для радио «Джарналист» («Журналист»), сатира на владельцев периодических изданий.
Пьесы писателя редактировал сам Кришан Чандар, но вскоре он был переведен на новую радиостанцию в Лакхнау, а отношения с новым главным редактором у Саадата Хасана Манто не сложились и ему пришлось уволиться с работы. В апреле 1941 года умер маленький сын писателя. Здоровье его снова заметно ухудшилось, началась депрессия. Он получил приглашение вернуться на работу в еженедельник «Мусаввир» и в июле 1942 года опять переехал в Бомбей.

### Второй период в Бомбее (1942—1948)
По возвращении в Бомбей, наряду с редакторской и сценарной деятельностью, продолжил издавать произведения в периодике и отдельными сборниками — в 1943 году им были переизданы сборники «Рассказы Манто» и «Пар» и издан сборник «Афсане аор драме» («Рассказы и драмы»), в 1946 году был издан сборник пьес для радио «Карват» («Поворт»), в 1947 году — сборник рассказов и статей «Лаззат-е санг» («Удовольствие от удара камнем»). В Бомбее были написаны рассказы, вошедшие в сборник «Чугд» («Глупец»), критико-биографический очерк «Исмат Чугтаи», опубликованные в 1948 году уже после вынужденного переезда писателя в Лахор. 
В это время он тесно общался с работниками киноиндустрии: кинорежиссёром Шахидом Латифом и его супругой писательницей Исмат Чугтаи, писателем и сценаристом Кришаном Чандаром, актёрами Ашоком Кумаром и Дилипом Кумаром, актрисами Наргис и Насим. В круг его общения входили весьма экстравагантные личности, такие, как Бридж Мохан, которому он посвятил сборник рассказов «Бадшахат ка хатима» («Конец империи»), изданный в 1950 году уже в Пакистане. Особенно крепкая дружба связывала его с писателем Ахмадом Надимом Касми, с которым он вёл активную переписку.
За это время власти Пенджаба трижды подавали на писателя в суд за «безнравственность»: первый раз в 1942 году за рассказ «Чёрные шаровары», изданный в еженедельнике «Художественная литература» («Адаб-е латиф»), второй раз в 1944 году за рассказ «Запах» и статью «Современная литература», опубликованные в том же еженедельнике и следом третий раз в 1945 году за сборник «Пар», особенно за рассказы «Пар» и снова «Чёрные шаровары». В декабре 1944 года, прибывший из Лахора в Бомбей, инспектор полиции попытался арестовать Саадата Хасана Манто, но из-за отсутствия ордера на арест был вынужден удалиться. Писателя арестовали 8 января 1945 года и перевезли в Лахор. Суд начался в феврале 1945 года. По итогам слушания ему присудили штраф в двести рупий, но через месяц это решение было отменено апелляционным судом. Судебные разбирательства существенно подорвали здоровье Саадата Хасана Манто, у него был обнаружен пневмоторакс.
В Бомбее он жил до разделения независимой Индии по религиозному признаку на два государства — Индию и Пакистан. Массовый характер в это время приобрели столкновения между индусами и мусульманами. Под давлением религиозных экстремистов киностудии прекратили сотрудничество с Саадатом Хасаном Манто, ему даже угрожали расправой, что вынудило писателя в январе 1948 года эмигрировать в Пакистан.

### В Лахоре (1948—1955)
Переехав в Пакистан, несколько дней провёл в Карачи, откуда переехал в Лахор. Надеялся, что со временем сможет вернуться в Индию, но из-за бюрократических проволочек это оказалось невозможным. В 1948—1949 годах он был исключён из Ассоциаций прогрессивных писателей Индии и Пакистана. После нескольких месяцев напряжённого поиска работы, устроился в газету «Имроз» («Сегодня»).
Написанные им в это время статьи и миниатюры впоследствии вошли в сборник «Талх, турш аор ширин» («Горькое, кислое и сладкое»), изданный в 1954 году. Рассказ «Кхол до» («Открой»), посвящённый теме раздела Индии, имел успех у читателей, но был запрещён властями. Другой рассказ «Тханда гошт» («Холодное мясо») о конфликте между общинами стал, по мнению самого писателя, первым значительным произведением созданным им в Пакистане. Он был издан в 1949 году, после чего Саадат Хасан Манто был снова арестован и предстал перед судом, вместе с издателем и редактором, с очередным обвинением в непристойности. 16 января 1950 года все обвиняемые были приговорены к трём месяцам тюремного заключения и большому штрафу. Осуждённые подали жалобу в апелляционный суд, и 10 июля того же года были полностью оправданы.
Однако и после оправдательного приговора, произведения писателя и сам он подвергались постоянным нападкам со стороны той части общества, для которой нравственность ограничивалась рамками собственного о ней представления. Саадат Хасан Манто ответил обидчикам так, как мог ответить только писатель — написал фельетон «Упар, ниче аор дармийан» («Вверху, внизу и посредине»), в котором изобразил ханжей такими, какие они есть. За этот рассказ, который власти также признали «безнравственным», в начале 1953 года суд в Карачи присудил ему штраф в двадцать пять рупий. Но уже в 1954 году был издан сборник статей писателя «Вверху, внизу и посредине», в который попала история с судом над писателем.
В это время он много общался со студенчеством, выступал с лекциями в учебных заведениях. Познакомился и подружился с молодым Анваром Саджадом, ныне известным пакистанским писателем. Посещал заседания «Халка-е арбаб-е зоук» («Кружок ценителей искусства»), основанный в Лахоре ещё в 1939 году поэтами Нур Мохаммадом Рашидом и Мираджи. Члены этого кружка строго разделяли художественное творчество и политическую деятельность.
Узнав о материальных трудностях Саадата Хасана Манто, некий сотрудник американского посольства в Пакистане предложил ему солидные гонорары при согласии работать в интересах Соединённых Штатов. Писатель не только не принял предложение, но с 1951 по 1954 год опубликовал девять памфлетов под общим заглавием «Письма к Дяде Сэму», направленные против агрессивной внешней политики США. Памфлеты получили широкий общественный резонанс и вошли в сборник «Вверху, внизу и посредине».
В Пакистане Саадат Хасан Манто издал пятнадцать сборников рассказов, четыре книги очерков и эссе. Многие его произведения были посвящены трагедии раздела Индии, особую известность среди которых приобрели рассказы из сборника «Сийах хашийе» («Черные поля»), изданного в 1948 году, сборника «Сарак ке кинаре» («На обочине»), изданного в 1953 году, особенно рассказ из этого сборника «Тобатек Сингх», и рассказы из сборника «Пхундне» («Кисточки»), изданного в 1955 году. В 1953 году были изданы два его сборника: «Парде ке пичхе» («За занавесом») — рассказы о работниках киноиндустрии Индии и «Гандже фариште» («Лысые ангелы») — мемуарные очерки.

### Болезнь и смерть
Привычка писателя с юности выпивать переросла в алкоголизм. В начале 1951 года после очередного срыва он лёг в психиатрическую больницу. Лечение оказалось эффективным. В октябре того же года написал новый сборник «Язид», и вскоре снова ушел в запой. Запои сменялись короткими паузами, пока в августе 1953 года ему не был поставлен диагноз цирроз печени. Его болезнью пользовались некоторые издатели, которые, вместо достойного гонорара, платили ему за работу стоимостью бутылки спиртного. Писатель передал супруге право распоряжаться своими рукописями, после чего издателям пришлось иметь дело с ней. Но он уже не мог отказаться от алкоголя.
Саадат Хасан Манто умер 18 января 1955 года от цирроза печени в возрасте сорока двух лет, оставив вдову с тремя малолетними дочерьми. Его похоронили на кладбище Мийани Сахаб в Лахоре. Эпитафия на могильном памятнике — «Это — надгробие могилы Саадата Хасана Манто, который и сейчас считает, что имя его было неповторимым словом на скрижалях мира», — была составлена им самим незадолго до смерти.